# Carpophthoromyia virgata
Carpophthoromyia virgata är en tvåvingeart som beskrevs av Meyer 2006. Carpophthoromyia virgata ingår i släktet Carpophthoromyia och familjen borrflugor. Inga underarter finns listade.